# Asura marginata
Asura marginata là một loài bướm đêm thuộc phân họ Arctiinae, họ Erebidae.